# La principessa e il folletto (film)
La principessa e il folletto (The Princess and the Goblin) è un film d'animazione del 1991 diretto da József Gémes, adattamento del libro per bambini omonimo di George MacDonald, noto in Italia anche come La principessa e i goblin
In Italia il film è uscito nel 1997 in VHS distribuito dalla Stardust.

## Trama
Una bella e coraggiosa principessina, la dolce Irene, figlia del re, vive felice nel castello di suo padre situato in un pacifico regno di montagna. Un giorno, approfittando dell'assenza del re e della distrazione della sua dama di compagnia, Irene si avventura nella vicina foresta, dove si dice che strane cose possono succedere in qualsiasi momento. Lì incontra delle perfide creature che la inseguono, ed è salvata dall'arrivo di un mite giovane e coraggioso contadino, Curdy, che la riaccompagna al castello. Da quel momento la curiosità di Irene verso il bosco e verso Curdy aumenta. Poco dopo, il Regno deve far fronte a una devastante invasione da parte dell'esercito dei folletti, governato dal loro re. Solo Curdy e la misteriosa nonna di Irene potranno aiutare la dolce principessina. Irene e Curdy decidono di partire per liberare l'amato re e salvare il popolo. Per combattere il malvagio principe dei folletti, Froglip, avranno a disposizione solo il grande dono del delizioso canto, il miracolo dell'amore ed un filo magico scintillante.